# Isabel của Brasil
Dona Isabel (29 tháng 7 năm 1846 – 14 tháng 11 năm 1921), biệt danh là "Người cứu chuộc", là Hoàng nữ (người thừa kế ngai vàng) của Đế chế Brasil và là nhiếp chính của Đế chế này trong 3 lần, khi cha bà ở nước ngoài. Sinh ra tại Rio de Janeiro với tư cách là con gái cả của Hoàng đế Pedro II của Brazil và Hoàng hậu Teresa Cristina, bà là thành viên của nhánh Brazil thuộc Vương tộc Braganza (tiếng Bồ Đào Nha: Bragança). Sau cái chết của hai người anh em trai khi còn nhỏ, bà được công nhận là người thừa kế ngai vàng của cha mình. Bà kết hôn với một Hoàng thân người Pháp, Gaston, Bá tước xứ Eu, là thành viên của Vương tộc Orléans, trong một cuộc hôn nhân sắp đặt và họ có ba người con trai.
Trong thời gian cha bà ở nước ngoài, Isabel đã tạm quyền như một nhiếp chính. Trong lần nhiếp chính thứ ba và cũng là lần cuối cùng, bà đã tích cực thúc đẩy ký một đạo luật có tên là Lei Áurea hay Luật Vàng, giải phóng tất cả nô lệ ở Brasil. Mặc dù hành động này được nhiều người ủng hộ, nhưng vẫn có sự phản đối mạnh mẽ đối với việc bà kế vị ngai vàng. Giới tính, đức tin Công giáo mạnh mẽ và cuộc hôn nhân với người nước ngoài của bà bị coi là những trở ngại đối với bà, và việc giải phóng nô lệ đã gây ra sự thù ghét bởi các chủ đồn điền quyền lực trong đế chế.
Năm 1889, gia đình bà bị lật đổ trong một cuộc đảo chính quân sự bất thường của một nhóm sĩ quan mà không có sự đồng tình nào của người dân, nhưng cha bà là Hoàng đế Pedro II đã bác bỏ mọi đề xuất dập tắt cuộc nổi loạn mà các chính trị gia và lãnh đạo quân sự đưa ra, sau đó ông cùng gia đình xuống thuyền đi lưu vong ở châu Âu. Hoàng đế và các thành viên hoàng gia không ủng bộ bất cứ một động thái nào của các phe bảo hoàng nhầm phục hồi lại ngai vàng cho gia đình của ông. Isabel đã dành 30 năm cuối đời sống lưu vong ở Pháp.
Bà sở hữu nhiều đức tính tốt của cha mình, trong đó có tính khiêm nhường. Khi cha bà là Cựu hoàng Pedro II qua đời ở Pháp, bà muốn tổ chức một buổi lễ chôn cất kín đáo và riêng tư, nhưng chính phủ Pháp đã hết lòng đề nghị bà tổ chức một lễ tang cấp nhà nước, cuối cùng bà đã đồng ý.

## Notes
1. ↑   Princess Isabel's name is almost always rendered in its Portuguese version by English-speaking historians; however, her name has been translated into English—albeit rarely—as both Elizabeth (Monk 1971, tr. 22) and Isabella (Edwards 2008, tr. 267).
2. Francis I and Ferdinand II were Teresa Cristina's father and brother (Calmon 1975, tr. 210).